# 紀田順一郎
紀田 順一郎（きだ じゅんいちろう、1935年4月16日 -）は、日本の文芸・メディア評論家・翻訳家・小説家。
日本文芸家協会、日本ペンクラブ、各会員。
本名は佐藤 俊（）。ペンネームの「紀田」はきだみのるから、「順一郎」は谷崎潤一郎に由来している。
書誌研究を中心に、半世紀以上にわたり『古書街を歩く』、『日記の虚実』、『二十世紀を騒がせた本』などメディア論、近代史論などを数多く刊行。古書をテーマとした推理小説、幻想文学作品も著した。

## 経歴
神奈川県横浜市中区生まれ。横浜国立大学神奈川師範学校横浜中学校から慶應義塾高等学校を経て、慶應義塾大学経済学部卒。
横浜の本牧・千代崎町で出生、父は日本銀行の行員。1941年に父が結核となり、暗い家庭となる。腺病質で体が弱かったため、本の世界に楽しみを見出していた。集団疎開の苦しみから、1945年1月の父の死去で逃れる。その後、縁故疎開して終戦を迎える。1948年、横浜国立大学神奈川師範学校横浜中学校（現・横浜国立大学教育学部附属横浜中学校）に入学。担任となった女性教師の影響で、純文学に親しむようになる。
1951年、慶應義塾高等学校入学。文学全集を読み耽るが、一方で1953年に創刊された早川書房「ハヤカワ・ポケット・ミステリ」の影響で、探偵小説にも熱中するようになる。また、「映画芸術研究会」で大伴昌司と知り合う。
1954年、慶應義塾大学経済学部に進学。紀田らの入学2年前に仮結成されていたものを、田村良宏（後のSRの会会長、筆名河田陸村）らが本格立ち上げした慶應義塾大学推理小説同好会（木々高太郎を会長）に、やはり大伴と共に参加。草森紳一や川村尚敬らと知り合う。
1957年、田村良宏の薦めでSRの会に入会し『SRマンスリー』に新刊推理小説評を連載。
1958年に大学卒業後は、商社に勤務する。
1961年に大伴、桂千穂らとともに、「SRの会東京支部」を創設。1963年にはやはり大伴、桂と「恐怖文学セミナー」を結成し、同人誌「ホラー」を発行。同会には同人に荒俣宏がいた。また、永井荷風と仲たがいして、文壇を干されていた平井呈一を訪問し知己となり、「恐怖文学セミナー」の顧問就任を依頼。その後、平井には怪奇幻想文学の翻訳をしばしば依頼した。また、『宝石』などを舞台に推理小説などの評論研究を発表。
初期のSFにもコミットしており、1962年には多くのSF関係者を輩出した「一の日会」の前身となる「SFマガジン同好会」を志摩四朗と創設（紀田は副会長）、志摩とともに同人誌「宇宙気流」を創刊（しかし、この活動には大伴は参加していない。SFファンダムの創始者であった柴野拓美は、大伴とそりが合わなかったと語っている）。だが、紀田は早々に「SFマガジン同好会」への関与をやめ、SF関連の著述・関与をしなくなった。
1964年に退社し、近代史を中心とする評論活動を専業とする。
執筆活動では、漸次、読書論、古書論、出版情報論、国語国字問題に軸足を移行する。また、執筆活動にワープロ、パソコンを導入したのも早く、パソコンを利用したデータベース論も発表している。
また、映画マニアでもあり、1970年代には8ミリや16ミリの映画フィルムを多数コレクション。関連書を執筆し、コレクター団体「映画コレクター連盟」を組織した。
1974年には、島崎博、権田萬治らと、日本大衆文学会を創設。機関紙「大衆文学論叢」を創刊。
また、1984年の著書『知の職人たち』で、塙保己一、吉田東伍、石井研堂、大槻文彦、斎藤秀三郎、日置昌一、新村出等の、破格の辞典・事典編集者たちを取り上げ、のちの監修本や監修ビデオなどで、彼等の業績を紹介した。
幻想小説、怪奇小説の翻訳も多い。高校生時代の荒俣宏と出会い、のちにコンビで怪奇幻想文学の叢書をいくつも立ち上げる。国書刊行会から刊行された、「世界幻想文学大系」はその記念碑的産物で、カルト出版社としての国書刊行会もこの叢書で決定づけられた（この企画は、あちこちの出版社に持ち込み、ことごとく断られたが、国書刊行会を訪問したところ、社長の即断で刊行が決定したという）。
他にも中島河太郎と『現代怪奇小説集』『現代怪談集成』を、東雅夫と『日本怪奇小説傑作集』を共同監修した。
1982年に、古書の世界を舞台としたミステリー連作中編集『幻書辞典』を発表、作家デビュー、21世紀までミステリー作品を発表している。
1992年に、ジャストシステムのかな漢字変換ソフトウェア「ATOK」の「ATOK監修委員会」の座長を務める。
1993年に、『少年小説大系』（全32巻、小田切進・尾崎秀樹共同監修、三一書房）により、第16回巖谷小波文芸賞受賞。
1997年に、岡山県中部の吉備高原都市に書庫・住居を設け、画家森山知己と紀行文「吉備悠久」を山陽新聞に連載。
1999年、第5回横浜文学賞受賞。
2006年には、財団法人神奈川文学振興会理事長および神奈川近代文学館館長に推挙される（2012年3月まで）。
2010年前後は、若きマニア時代の文章をまとめた著書や、少年・青年時代の体験を回顧した著書を多く刊行し、『幻想と怪奇の時代』により2008年、第61回日本推理作家協会賞評論その他の部門受賞。同書を中心とする文学活動に対し、神奈川文化賞を受賞。
2011年に、健康状態その他の理由により、岡山・吉備中央町の書庫・書斎を撤収。2015年には蔵書の処分を行い、その経緯を2017年『蔵書一代』として刊行。
2025年春に『近代出版研究 第4号 特集：書物百般・紀田順一郎の世界』が刊行された。
2020年、自身が収集してきたフィルムコレクションを荒俣宏の紹介を通じて角川武蔵野ミュージアムに寄贈、それを元に2023年に最初の「本棚劇場シネマ」が、2025年には第２回「本棚劇場シネマ」が開催となり、紀田本人のコメントが寄せられた。

## 受賞
出典：「現代人物情報」日外アソシエーツ
- 1976年度、日本翻訳出版文化賞、荒俣宏と共同編集委員『世界幻想文学大系』第1期15巻 国書刊行会
- 1993年、巖谷小波文芸賞（第16回）「少年小説大系」（全11巻 別巻）
- 1999年、横浜文学賞（第5回）
- 2008年、日本推理作家協会賞（評論その他の部門、第61回）「幻想と怪奇の時代」
- 2008年、神奈川文化賞

## 刊行作品

### 評論
- 『現代ビジネス案内』三一新書 1963
- 『現代人の読書 本のある生活』三一新書 1964、増補版1977
- 『明治の理想』三一新書 1965／「明治風俗故事物語」河出文庫 1985
- 『幕末ニッポンあれやこれや 江戸のおわりの珍談奇談』久保書店 1965／「幕末風俗故事物語」河出文庫 1985
- 『日本のギャンブル 賭けごとの世界』桃源社 1966／中公文庫 1986／「日本賭博史」ちくま学芸文庫 2025※
- 『グループ成功時代』実業之日本社 1966。新書版
- 『明治史談“憂国時代"の群像』桃源社 1967／「明治事件簿 風雪時代のエピソード」旺文社文庫 1986
- 『落書日本史』三一新書 1967／「落書日本史 戦乱と泰平のパロディ」旺文社文庫 1986
- 『開国の精神』三一新書 1969／玉川大学出版部（増補版） 1977
- 『牢獄の思想』三一新書 1971
- 『読書の整理学』竹内書店 1971／朝日文庫（改訂版） 1986
- 『書物・情報・読書 知識整理と活用の技術』出版ニュース社 1972
- 『現代人の読書術』毎日新聞社 1972
- 『にっぽん快人物烈伝』講談社 1974／旺文社文庫 1985
- 『本の環境学 書物評論集』出版ニュース社 1975
- 『現代 読書の技術』柏書房 1975、柏選書(カバー) 1978
- 『続 読書の技術』柏書房 1976
- 『書物との出会い 読書テクノロジー』玉川大学出版部 1976、オンデマンド版2013
- 『日本の書物』新潮社 1976、新潮文庫 1979／ちくま文庫（改訂版） 1991／勉誠出版（決定版） 2006
- 『知性派の読書学』柏書房 1977
- 『世界の書物』新潮社 1977／朝日文庫 1989
- 『映画コレクション入門』海燕書房 1978
- 『読書戦争 知的生産を守るために』三一新書 1978
- 『古書街を歩く』新潮選書 1979／福武文庫 1992
- 『読書人の周辺』実業之日本社 1979
- 『古典映画ロードショー』双葉社 1980
- 『コラムの饗宴』実業之日本社 1980
- 『日本人の諷刺精神 落書とその時代背景』蝸牛社 1980
- 『黄金時代の読書法』蝸牛社 1980
- 『書物との出会い』玉川選書 1980、オンデマンド版2013
- 『最初の一冊』三一書房 1981
- 『図書館活用百科』新潮選書 1981／「図書館が面白い」ちくま文庫 1994
- 『情報読書術 何を買い、どう読むか』実業之日本社 1982
- 『生涯を賭けた一冊』新潮社 1982
- 『とっておきの本の話』実業之日本社 1983
- 『夢の中の本』三一書房 1983
- 『書斎生活術 文庫蒐集からワープロ活用まで』双葉社 1984
- 『知の職人たち』新潮社 1984
- 『ワープロ書斎生活術 執筆技術からデータベース活用まで』双葉社 1985
- 『近代百年カレンダー 暮しと文化の雑学百科』旺文社文庫 1985
- 『文庫の整理学』講談社学術文庫 1985
- 『パソコン宇宙の博物誌』河出書房新社 1986
- 『日記の虚実』新潮選書 1988／ちくま文庫 1995
- 『最新手帳セミナー』双葉社 1988
- 『永井荷風 その反抗と復讐』リブロポート〈シリーズ民間日本学者〉1990
- 『東京の下層社会 明治から終戦まで』新潮社 1990／ちくま学芸文庫 2000※
- 『内容見本にみる出版昭和史』本の雑誌社 1992
- 『四季芳書 読書人の日常』実業之日本社 1992
- 『近代事物起源事典』東京堂出版 1992
- 『二十世紀を騒がせた本』新潮選書 1993／平凡社ライブラリー（改訂版） 1999
- 『幕末明治風俗逸話事典』東京堂出版 1993
- 『奥付の歳月』筑摩書房 1994
- 『日本語大博物館 悪魔の文字と闘った人々』ジャストシステム 1994／ちくま学芸文庫 2001
- 『日本博覧人物史 データベースの黎明』ジャストシステム 1995
- 『日本語発掘図鑑 ことばの年輪と変容』ジャストシステム 1995
- 『図鑑 日本語の近代史 言語文化の光と影』ジャストシステム 1997
- 『20世紀モノ語り』東京創元社・創元ライブラリ(文庫) 2000
- 『ペンネームの由来事典』東京堂出版 2001
- 『インターネット書斎術』ちくま新書 2002
- 『デジタル書斎活用術』東京堂出版 2002
- 『名前の日本史』文春新書 2002
- 『翼のある言葉』新潮新書 2003※
- 『私の神保町』晶文社 2004
- 『書林探訪 古書から読む現代』松籟社 2005
- 『カネが邪魔でしょうがない 明治大正・成金列伝』新潮選書 2005
- 『読書三到 新時代の「読む・引く・考える」』松籟社 2005
- 『吉備悠久』山陽新聞社 2006
- 『戦後創成期ミステリ日記』松籟社 2006
- 『幻想と怪奇の時代』松籟社 2007
- 『飛ぶ読書室 この本がおもしろいよ』みくに出版「進学レーダーbooks」 2008※ 児童向け
- 『昭和シネマ館 黄金期スクリーンの光芒』小学館 2008
- 『横浜少年物語 歳月と読書』文藝春秋 2009
- 『横浜開港時代の人々』神奈川新聞社 2009
- 『彷書摘録 時代をつなぐ読書』松籟社 2010
- 『幕末明治傑物伝』平凡社 2010
- 『幻想怪奇譚の世界』松籟社 2011
- 『乱歩彷徨 なぜ読み継がれるのか』春風社 2011
- 『幻島はるかなり 推理・幻想文学の七十年』松籟社 2015
- 『蔵書一代 なぜ蔵書は増え、そして散逸するのか』松籟社 2017

※は電子書籍も刊（下記も）

### 著作集
- 『本の椅子・耽読日記から』三一書房 1990（2冊組）
- 「紀田順一郎著作集」三一書房（全8巻）1997-2000
  1. 『明治の理想 / 開国の精神』
  2. 『日本人の諷刺精神 / 東京の下層社会』
  3. 『古書街を歩く / 図書館が面白い』
  4. 『日本の書物 / 最初の一冊』
  5. 『世界の書物 / 奥付の歳月』
  6. 『知の職人たち / 生涯を賭けた一冊』
  7. 『日記の虚実 / 永井荷風』
  8. 『二十世紀を騒がせた本 / 内容見本にみる出版昭和史 / 活字メディアと電子メディア』

### 小説
- 『幻書辞典』三一書房 1982／改題「古本屋探偵登場」文春文庫 1985
  - 新編『古本屋探偵登場　古本屋探偵の事件簿』創元推理文庫 2023.9※
- 『われ巷にて殺されん』双葉社 1983、双葉文庫 1985
- 『オンラインの黄昏 パソコン・ミステリ』三一書房 1984
- 『鹿の幻影』東京創元社 1989／創元推理文庫 1994、改題「古本街の殺人」同 2000
- 『古本屋探偵の事件簿』創元推理文庫 1991
  - 新編『夜の蔵書家 古本屋探偵の事件簿』創元推理文庫 2023.9※
- 『魔術的な急斜面』東京創元社 1991（創元クライム・クラブ）
  - 改題『古書収集十番勝負』創元推理文庫 2000
- 『第三閲覧室』新潮社 1999／創元推理文庫 2003※
- 『神保町の怪人』東京創元社 2000（創元クライム・クラブ）、創元推理文庫 2023.10※

### 翻訳
- 『ブラックウッド傑作集』創土社 1972
  - 『ブラックウッド傑作選』創元推理文庫 1978 ※
- 『M・R・ジェイムズ全集』創土社（上下） 1973-75
  - 『M.R.ジェイムズ傑作集』創元推理文庫 1978
  - 『M.R.ジェイムズ怪談全集 1・2』創元推理文庫 2001 ※
- A.ブラックウッド『妖怪博士ジョン・サイレンス』桂千穂共訳 国書刊行会 1976、角川ホラー文庫 1994
- M.R.ジェイムズ / G・マクドナルド『五つの壷 ファンタジイ傑作集』荒俣宏と分担編訳 ハヤカワ文庫 1979
- ロナルド・グロス『アメリカ流クリエイティブ・ライフ 自分学の技術』TBSブリタニカ 1983
- ブラム・ストーカー『吸血鬼ドラキュラ』新田正明共訳 第三文明社 1989 - 児童向けリライト

※はグーテンベルク21（電子書籍）で再刊

### 編著・共編著
- 『これが日本一 記録がなんでもわかる本』間羊太郎共編 竹内書店 1967、新版「記録の百科事典 日本一編」同 1971
- 編『古書店地図帖 東京・関東・甲信越』図書新聞社 新書判 1967
- 編『明治の群像 第9 明治のおんな』三一書房 1969
- 『怪奇幻想の文学』新人物往来社（全4巻）1969-70、増補（荒俣宏共編、全7巻）1977-78
- 『記録なんでも日本一』間羊太郎共編 少年少女講談社文庫 1972。児童向け
- 『現代怪奇小説集』中島河太郎共編、立風書房（全3巻）1974-75 / 新編（上下）1977、全1巻・1988
- 編『出口なき迷宮 反近代のロマン<ゴシック>』牧神社 1975
  - 改訂版『ゴシック幻想』書苑新社 1997
- 編『現代怪談傑作集』双葉社 双葉新書 1981
- 『現代読書論I 書物と人生』、『II 書物と生活』山下武共編、柏書房 1981
- 『現代怪談集成』中島河太郎共編、立風書房（上下） 1982、新版（全1巻）1993
- 編『「大漢和辞典」を読む』大修館書店 1986
- 編『日本の名著 名言事典』講談社学術文庫 1987
- 『事典の小百科』千野栄一共編 大修館書店 1988
- 編『名著の伝記』東京堂出版 1988
- 『Macの達人 紀田&松田のFAX交遊録』松田純一共著 技術評論社 1989
- 編『謎の物語』ちくまプリマーブックス 1991、ちくま文庫（増補版） 2012。児童向け
- 編『にっぽん奇行・奇才逸話事典』東京堂出版 1992
- 『対談集 コンピューターの宇宙誌 きらめく知的探求者たち』荒俣宏共編 ジャストシステム 1992
- 編『日本の名随筆 別巻 古書Ⅰ・Ⅱ』作品社 1992-1997
- 『マルチメディア―未知なるメディアへの挑戦』荒俣宏・西垣通共著 ジャストシステム 1993
- 編『江戸川乱歩随筆選』ちくま文庫 1994※
- 編『大長編小説の超読破術 9人の完全読破日記から盗む』マガジンハウス「マグ・カルチャー新書」1996
- 『文化退国、日本』 荒俣宏・柏木博・室謙二・水越伸共著、ジャストシステム 1997
- 編『書物愛 日本篇』晶文社 2005／創元ライブラリ 2014
- 編『書物愛 海外篇』晶文社 2005／創元ライブラリ 2014
- 『日本怪奇小説傑作集』東雅夫共編、創元推理文庫（全3巻） 2005
- 編『「少年マガジン」「ぼくら」オリジナル復刻版 大伴昌司《SF・怪獣・妖怪》秘蔵大図解』講談社、2014
- 編『大伴昌司エッセンシャル 〈未刊行〉作品集』講談社、2016

### 編集委員・監修
- 『世界幻想文学大系』（全45巻）、国書刊行会、1975-84。荒俣宏と編集委員、のち新装単行版（一部）
- 『怪奇幻想の文学』(全7巻、荒俣宏共編、新人物往来社 1977-1979）
- 『少年小説大系』（全27巻・別巻5巻・資料篇1巻）尾崎秀樹・小田切進と共監修、三一書房、1986-97
  - 『11 戦後少年小説集』、『16 佐藤紅緑集』。編・解説
- 『海野十三全集』小松左京共監修 （全13巻・別巻2巻）三一書房、1988-93
- 『香山滋全集』（全14巻、別巻1） 三一書房、1993-97。瀬名尭彦、山口良子と編集委員、竹内博編、山村正夫監修
- 『新潮社一〇〇年図書総目録』（2分冊）、新潮社、1996
- 『ニッポン文庫大全』谷口雅男共監修・岡崎武志・茂原幸弘 編 ダイヤモンド社 1997
- 『5 language 絵と5つの国の言葉でひくビジュアル事典』日本語版監修、ジャレックス訳 ネコ・パブリッシング 2003
- 『日本人の手紙』（全10巻）リブリオ出版、2004
- 『事物起源選集』（全13巻）クレス出版、2004
- 『近代世相風俗誌集』（全9巻）クレス出版、2006
- 『近代名著解題選集』（全7巻）クレス出版、2006
- 『精選社会風俗資料集』（全8巻）クレス出版、2006
- 『追悼記事索引 1991-2005』日外アソシエーツ、2006
- 『日本人物誌選集』（全15巻）クレス出版、2007-2008
- 『近代生活風俗誌集』（全5巻) クレス出版、2010
- 『はじめてであう日本文学』（全3巻）成美堂出版、2013。高学年児童向け
- 『現代日本執筆者大事典 第5期』日外アソシエーツ、2015、井上如・勝又浩・末吉哲郎と編集委員。第1-4期、1978-2003
- 『平井呈一 生涯とその作品』（監修、荒俣宏編）松籟社、2021
- 『幻想と怪奇 傑作選』荒俣宏と共監修、牧原勝志(幻想と怪奇編集室)編、新紀元社 2019
- 『新編 怪奇幻想の文学』（全6巻）、同上、新紀元社 2022-2025

## 印刷関連・私家版
- 『世愛書家気質』胡蝶の会（胡蝶豆本） 1978
- 『書棚の歳月』胡蝶の会（胡蝶豆本） 1993
- 『技術と日本語ものがたり CD-ROM』 大日本印刷ICC本部 2000
- 『ローマ字印刷研究』井上嘉瑞・志茂太郎、本とコンピュータ編集室編、大日本印刷ICC本部 2000。監修
- 『製本』上田徳三郎口述・武井武雄図解、大日本印刷ICC本部 2000。監修

## ビデオ・DVD（総合監修）
- 学問と情熱（紀伊國屋書店、ビデオにて36巻目まで発売）DVDで36巻まで再販。
- 文学と時代（紀伊國屋書店、ビデオにて4巻目まで発売）、DVDで廉価再版、2006
- 甦る名著（紀伊國屋書店、DVD 5巻目まで発売,2006）